# 2015년 KBA회장기 전국대학야구대회 춘계리그
2015년 KBA회장기 전국대학야구대회 (춘계리그)는 2015년 3월 30일부터 4월 17일까지 서울 목동야구장과 신월야구장 그리고 군산월명종합운동장 야구장에서  열렸다. 4월 17일 목동야구장에서 열린 결승전에서 인하대학교가 경남대학교를 5-0으로 꺾고 우승했다. 6경기 3승 평균자책점 1.13을 기록한 임서준이 최우수선수에 선정됐다. 2부리그 결승전에서는 강릉영동대학이 세계사이버대학을 24-6으로 격파하고 우승했다.

## 조별리그
```
A조 (6팀) : 
디지털서울문화예술대학교
(1위) 
고려대학교
 
동아대학교
 세한대학교, 영남대학교, 동의대학교 
B조 (6팀) : 
인하대학교
(1위) 
단국대학교
 
동국대학교
 계명대학교, 송원대학교, 제주국제대학교 
C조 (6팀) : 
원광대학교
(1위) 
건국대학교
 
성균관대학교
 호원대학교 
한양대학교
 경희대학교
D조 (5팀) : 
홍익대학교
(1위) 
중앙대학교
 
경남대학교
 경성대학교 
연세대학교
```

```
E조 (4팀) : 
세계사이버대학
 서울대학교, 서남대학교, 재능대학교
F조 (3팀) : 
강릉영동대학
 동강대학교, 제주관광대학교
```

## 결승 토너먼트
| 12강                                                        | 12강                                                | 12강                                              |
| 부전승                                                      | 승리                                                | 패배                                              |
| ----------------------------------------------------------- | --------------------------------------------------- | ------------------------------------------------- |
| 원광대학교 · 인하대학교 · 디지털서울문예대학교 · 홍익대학교 | 건국대학교 · 성균관대학교 · 경남대학교 · 중앙대학교 | 고려대학교 · 동아대학교 · 동국대학교 · 단국대학교 |

|  | 8강전                | 8강전      |                     |   | 준결승전 | 준결승전 |  |  | 결승전 | 결승전 |
|  |                      |            |                     |   |          |          |  |  |        |        |
|  | 4월 15일             |            |                     |   |          |          |  |  |        |        |
|  |                      |            |                     |   |          |          |  |  |        |        |
|  | 원광대학교           | 5          |                     |   |          |          |  |  |        |        |
|  | 원광대학교           | 5          | 4월 16일            |   |          |          |  |  |        |        |
|  | 건국대학교           | 6          |                     |   |          |          |  |  |        |        |
|  | 건국대학교           | 6          | 건국대학교          | 5 |          |          |  |  |        |        |
|  | 4월 15일             |            | 건국대학교          | 5 |          |          |  |  |        |        |
|  |                      | 인하대학교 | 9                   |   |          |          |  |  |        |        |
|  | 인하대학교           | 인하대학교 | 9                   | 7 |          |          |  |  |        |        |
|  | 인하대학교           |            | 4월 17일 목동야구장 | 7 |          |          |  |  |        |        |
|  | 성균관대학교         | 5          |                     |   |          |          |  |  |        |        |
|  | 성균관대학교         | 5          | 인하대학교          | 5 |          |          |  |  |        |        |
|  | 4월 15일             |            | 인하대학교          | 5 |          |          |  |  |        |        |
|  |                      | 경남대학교 | 0                   |   |          |          |  |  |        |        |
|  | 디지털서울문예대학교 | 경남대학교 | 0                   | 5 |          |          |  |  |        |        |
|  | 디지털서울문예대학교 | 4월 16일   |                     | 5 |          |          |  |  |        |        |
|  | 경남대학교           | 6          |                     |   |          |          |  |  |        |        |
|  | 경남대학교           | 6          | 경남대학교          | 7 |          |          |  |  |        |        |
|  | 4월 15일             |            | 경남대학교          | 7 |          |          |  |  |        |        |
|  |                      | 홍익대학교 | 3                   |   |          |          |  |  |        |        |
|  | 홍익대학교           | 홍익대학교 | 3                   | 5 |          |          |  |  |        |        |
|  | 홍익대학교           |            |                     | 5 |          |          |  |  |        |        |
|  | 중앙대학교           | 3          |                     |   |          |          |  |  |        |        |
|  | 중앙대학교           | 3          |                     |   |          |          |  |  |        |        |

## 시상
| 상         |                         | 수상                          | 비고 |
| ---------- | ----------------------- | ----------------------------- | ---- |
| 우승       | 인하대학교              |                               |      |
| 준우승     | 경남대학교              |                               |      |
| 준결승     | 건국대학교 · 홍익대학교 |                               |      |
| 최우수선수 | 임서준 (인하대학교)     |                               |      |
| 우수투수상 | 이도현 (인하대학교)     |                               |      |
| 감투상     | 이민준 (경남대학교)     |                               |      |
| 수훈상     | 김두환 (인하대학교)     |                               |      |
| 타격상     | 홍창기 (건국대학교)     | 0.450(20타수 9안타)           |      |
| 타점상     | 김도형 (건국대학교)     | 15타점                        |      |
| 도루상     | 조수행 (건국대학교)     | 11개                          |      |
| 홈런상     | 오선우 (인하대학교)     | 3홈런                         |      |
| 특별상     | 장진혁 (단국대학교)     | 대학 통산 22번째 사이클링히트 |      |
| 감독상     | 허세환 (인하대학교)     |                               |      |
| 공로상     | 최순자 (인하대학교)     | 인하대학교 총장               |      |

## 에피소드
- 4월 4일 신월야구장에서 열린 단국대학교와 계명대학교 간의 경기에서 단국대학교 4학년 장진혁이 대학통산 22호 사이클링 히트를 기록했다. 1회초 중전 안타, 4회초 우월 1점 홈런, 5회 2사 1,3루에서 2타점 2루타, 7회 1사에서 좌익수 키를 넘기는 3루타를 기록했다. 이 기록은 2008년 KBA회장기 전국대학야구대회 하계리그에서 제주산업대학교 박새봄이 호원대학교와의 경기에서 기록한 후 7년만에 나온 기록이다.[2]

## 참조
1. ↑  인하대 전국대학야구춘계리그 우승…2년 만에 전국대회 정상! - 스포츠동아
2. ↑  단국대 장진혁, 대학야구 춘계리그서 사이클링히트 - 연합뉴스

| 2015년 KBA회장기 전국대학야구대회 춘계리그 |            |            |
| 이전                                       | 인하대학교 | 다음       |
| 동국대학교                                 | 인하대학교 | 경성대학교 |
|                                            |            |            |
|                                            |            |            |

| 2015년 KBA회장기 전국대학야구대회 춘계리그 | 2015년 KBA회장기 전국대학야구대회 춘계리그                    | 2015년 KBA회장기 전국대학야구대회 춘계리그 |
| ------------------------------------------ | ------------------------------------------------------------- | ------------------------------------------ |
| 이전 대회                                  | 2015년 KBA회장기 전국대학야구대회 춘계리그 (2015.3.30 ~ 4.17) | 다음 대회                                  |
| 2014년 KBA회장기 전국대학야구대회 춘계리그 | 2015년 KBA회장기 전국대학야구대회 춘계리그 (2015.3.30 ~ 4.17) | 2016년 KBA회장기 전국대학야구대회 춘계리그 |